# OpenStreetMap
OpenStreetMap (viết tắt OSM; có nghĩa "bản đồ đường sá mở") là một dịch vụ bản đồ thế giới trực tuyến có nội dung mở. OpenStreetMap nhằm mục đích cung cấp dữ liệu địa lý do nhiều người cùng cộng tác với nhau trên hệ thống wiki. Nó thường được gọi "Wikipedia của bản đồ". Dự án OpenStreetMap được sáng lập năm 2004, chủ yếu để cạnh tranh với các công ty và cơ quan chính phủ cung cấp dữ liệu địa lý theo các điều khoản sử dụng được coi là quá chặt chẽ.
Vào tháng 3 năm 2012, cơ sở dữ liệu chứa thông tin do hơn 170.000 người dùng đóng góp. Để tránh vấn đề quyền tác giả, dự án sử dụng phương pháp vận hành phòng sạch (clean room). Những người đóng góp vẽ theo hình từ không trung hoặc đóng góp dữ liệu từ máy thu GPS, các cơ sở dữ liệu khác có phép sử dụng, hoặc kiến thức địa phương. Quỹ OpenStreetMap (OpenStreetMap Foundation), một tổ chức phi lợi nhuận tại Anh, quản lý máy chủ, tổ chức hội nghị hàng năm, và quan hệ với báo chí.

## Đặc điểm

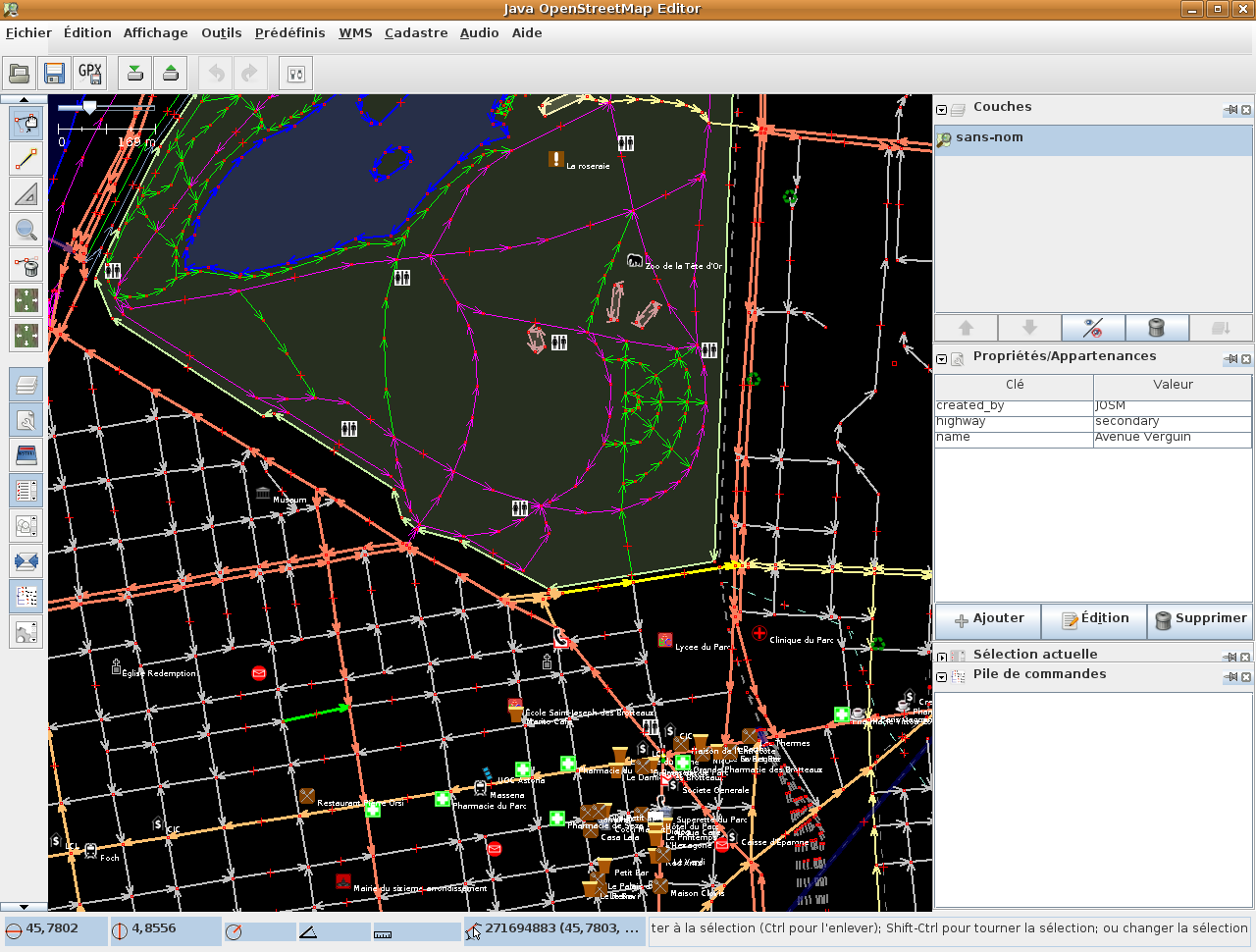
Chương trình vẽ bản đồ nâng cao JOSM

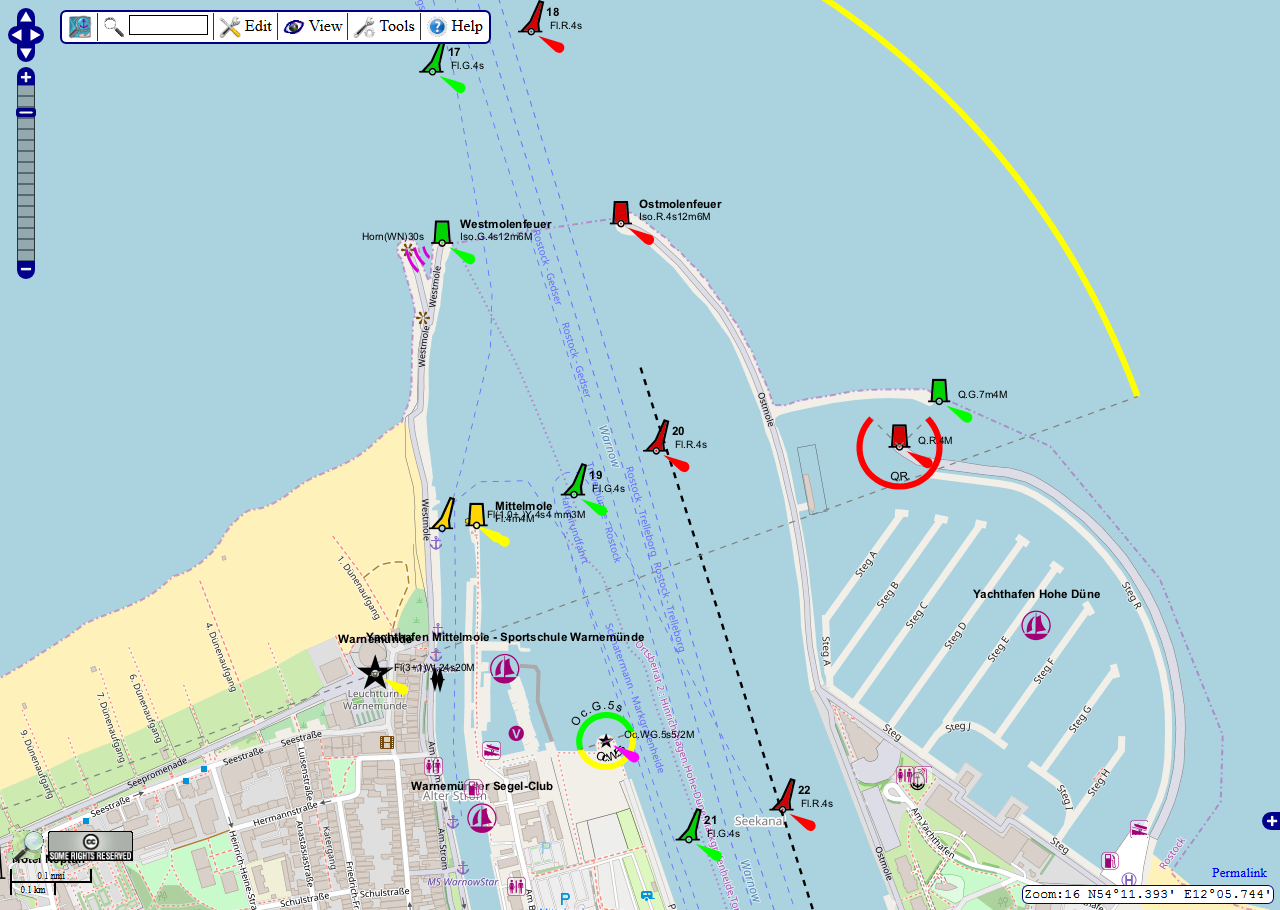
Bản đồ hàng hải OpenSeaMap

Mô hình của dự án phỏng theo bách khoa toàn thư Wikipedia và các trang mở khác: trang bản đồ có nút "Sửa đổi" nổi bật và ghi lịch sử thay đổi đầy đủ. Các thành viên đăng ký có thể tải lên dữ liệu tuyến đường GPX và sửa đổi dữ liệu vectơ dùng các chương trình GIS dành cho trình duyệt, máy tính để bàn, và điện thoại di động. Tại những thành phố lớn, cộng đồng địa phương thường tổ chức các buổi "tiệc vẽ bản đồ" để sưu tập dữ liệu và vẽ bản đồ với bạn bè và giúp những người mới tham gia thực hiện các sửa đổi đầu tiên. Khác với Google Map Maker, những người đóng góp không cần phải chờ người khác duyệt trước khi các sửa đổi xuất hiện trên bản đồ chính thức, và người dùng có thể đóng góp bất cứ loại đối tượng, từ đường phố và dòng sông đến dây điện và ghế ngồi ở công viên.
Mô hình tô pô của cơ sở dữ liệu có ba loại phần tử. Các nốt (node), loại cơ bản nhất, có vị trí vĩ độ–kinh độ theo Hệ tọa độ thế giới (WGS 84) để tiêu biểu các địa điểm ưa thích và chỗ đường cong lại. Các lối (way) nối lại các nốt để tiêu biểu các con đường, dòng sông, khu đất, hồ, và biên giới. Các quan hệ (relation) nối lại các lối thành tuyến đường dài, hồ có đảo, và tòa nhà có sân trong. Cho đến phiên bản 0.4 của giao thức OpenStreetMap, các khúc (segment) là một phần của lối chỉ nối hai nốt. Các chi tiết phần tử được lưu trong danh sách từ khóa–giá trị có hình thức tự do. Tuy cộng đồng có quá trình biểu quyết về các từ khóa và giá trị chuẩn trên wiki phụ, nhưng trên thực tế những người dùng có thể sử dụng bất cứ giá trị nào để miêu tả các phần tử. Trừ các tên địa danh, các từ khóa và giá trị được ghi trong cơ sở dữ liệu trong tiếng Anh (theo chính tả Anh), nhưng các chương trình vẽ có sẵn trong nhiều ngôn ngữ. Ngoài ra, các địa điểm ở khắp thế giới có thể được dịch ra mọi ngôn ngữ.
Cơ sở dữ liệu địa lý của dự án được phát hành miễn phí theo Giấy phép Cơ sở dữ liệu Mở (ODbL), trong khi các hình ảnh bản đồ được kết xuất từ cơ sở dữ liệu được phát hành theo Giấy phép Creative Commons Ghi công–Chia sẻ tương tự (CC BY-SA) 2.0. Các giấy phép này cho phép mọi người tạo ra các tác phẩm xuất phát từ OpenStreetMap mà không nhất thiết phải là bản đồ trực tuyến, thí dụ in bản đồ trên một "bánh ngọt bản đồ" để ăn tại tiệc vẽ bản đồ. Các trang Web có thể kết xuất bản đồ theo kiểu riêng dùng các nền tảng như Mapnik hoặc xây dựng các ứng dụng hỗn hợp đặc biệt dùng API hoặc dữ liệu vectơ. Các trang như Flickr và Foursquare đặt thông tin trên kiểu bản đồ riêng, trong khi các dịch vụ như MapQuest Mở chỉ đường lái xe theo dữ liệu OpenStreetMap. Ngoài ra, những trang khác cung cấp bản đồ dành cho người đi xe đạp và người trượt tuyết.

## Lịch sử

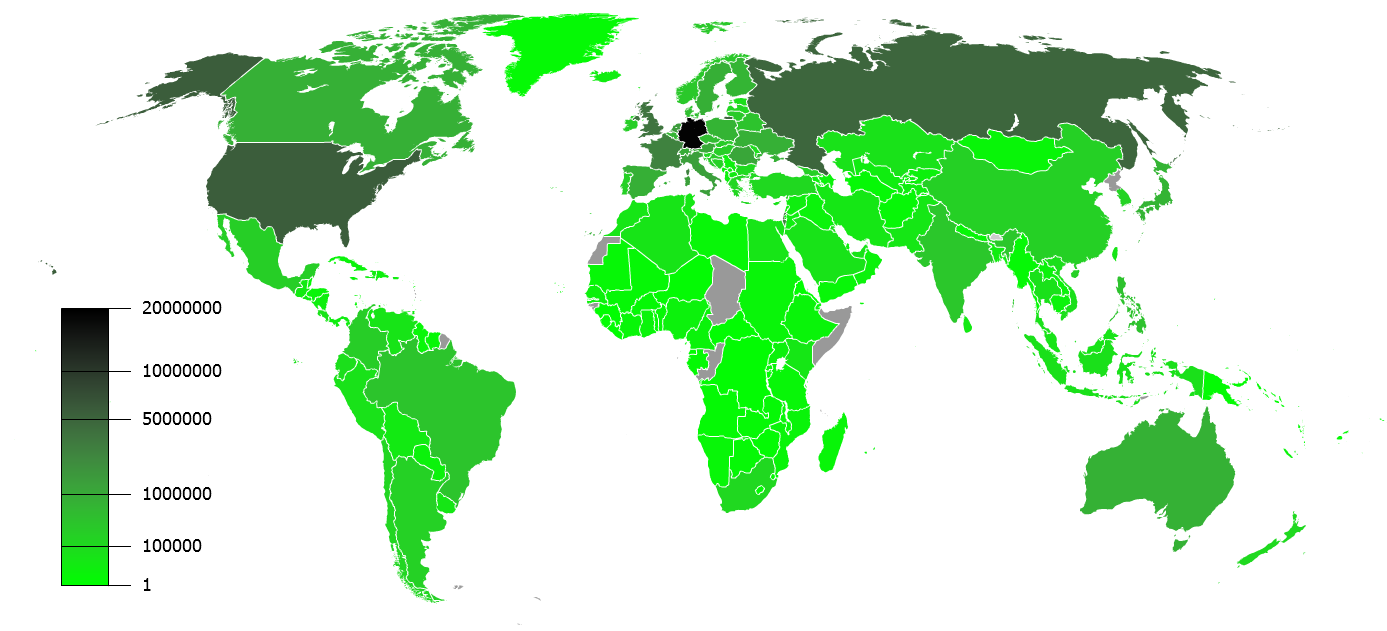
Thống kê sử dụng OpenStreetMap theo quốc gia vào tháng 2 năm 2011

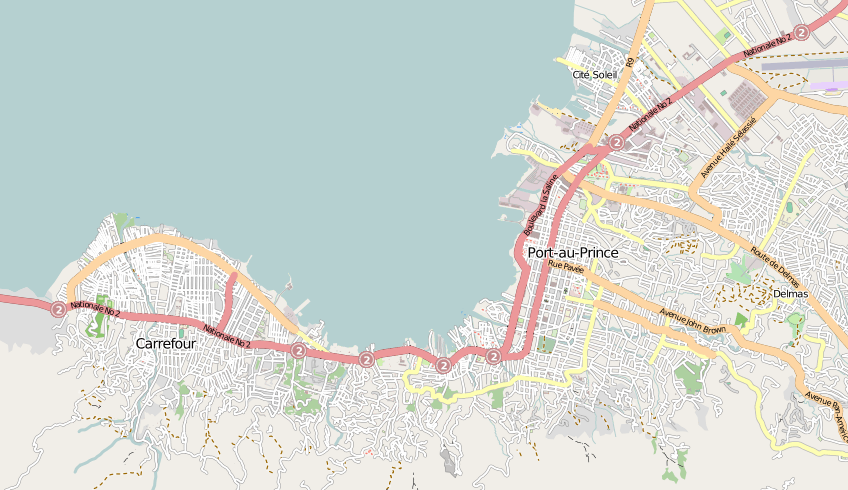
Bản đồ Port-au-Prince sau động đất

Dự án OpenStreetMap được sáng lập vào tháng 7 năm 2004, khi người Anh Steve Coast đi xe đạp chung quanh Công viên Nhiếp chính (Regent's Park) ở Luân Đôn với máy thu GPS và nhập dữ liệu vào máy tính xách tay, vì cơ quan bản đồ quốc gia Ordnance Survey lúc đó đòi tiền cho các bản đồ và lớp vectơ cơ bản. Quỹ OpenStreetMap được thành lập vào tháng 4 năm 2006. Hội nghị quốc tế OpenStreetMap, "The State of the Map", được tổ chức vào tháng 7 năm 2007; lúc đó dự án có 9.000 thành viên đăng ký. Các công ty bảo trợ bao gồm Google, Yahoo!, và Multimap.com.
Tháng 12 năm 2006, Yahoo! xác nhận rằng những người đóng góp OpenStreetMap có quyền vẽ bản đồ theo hình từ không trung của Yahoo! Maps API để thay thế hình ảnh mờ hơn của vệ tinh Landsat. Yahoo! ngừng dịch vụ này ngày 13 tháng 9 năm 2011, nhưng trước đó Microsoft đã cho phép sử dụng hình từ không trung của Bing Maps.
OpenStreetMap đôi khi nhập thông tin địa lý từ các cơ sở dữ liệu khác để tăng tốc độ phát triển của dự án. Vào tháng 4 năm 2007, Automotive Navigation Data (AND) đóng góp một cỡ sở dữ liệu có mạng lưới đường sá đầy đủ tại Hà Lan và các đường chính tại Ấn Độ và Trung Quốc. Bản đồ vẫn còn nghiêng về Tây Âu, nơi ở của những người đóng góp đầu tiên, cho nên vào tháng 10 năm đó OpenStreetMap hoàn thành nhập cơ sở dữ liệu đường sá TIGER của Điều tra dân số Hoa Kỳ.
Vào những ngày sau động đất Haiti 2010, cộng đồng OpenStreetMap cùng với Crisis Commons nhanh chóng cải tiến bản đồ Haiti dùng hình vệ tinh và phân phối dữ liệu cho các tổ chức cứu tế để sử dụng trong máy thu GPS trong việc tìm kiếm cứu nạn. Họ thành lập một tổ chức phi chính phủ, Humanitarian OpenStreetMap Team (HOT), để cung cấp thông tin địa lý sau các tai nạn lớn tại nước nghèo.
Tháng 2 năm 2009, nhóm hoạt động Giấy phép của Quỹ OpenStreetMap chính thức đề nghị đổi giấy phép của cơ sở dữ liệu từ Creative Commons Ghi công–Chia sẻ tương tự (CC BY-SA) 2.0 qua Giấy phép Cơ sở dữ liệu Mở (ODbL) 1.0, với mục đích làm rõ tình trạng của dữ liệu trong cơ sở dữ liệu và để chắc chắn hơn về việc bảo vệ dữ liệu khỏi bị sao chép trái phép. Cộng đồng biểu quyết tán thành việc chuyển đổi cơ sở dữ liệu vào tháng 12. Vào những năm sau, OpenStreetMap yêu cầu mọi người đóng góp tán thành các điều khoản đóng góp mới, bao gồm giấy phép mới. Những đóng góp của người phản đối hoặc không trả lời bị ẩn (redacted) vào tháng 7 năm 2012. Thay đổi này gây ra nhiều tranh luận trong cộng đồng. Một số thành viên bỏ cộng đồng và tách ra dự án FOSM để tiếp tục sử dụng CC BY-SA, trong khi một số thành viên tiếp tục tham gia OpenStreetMap nhưng tuyên bố rằng các đóng góp của họ thuộc phạm vi công cộng. Vào ngày 12 tháng 9 năm 2012, dự án hoàn thành quá trình chuyển đổi cơ sở dữ liệu qua ODbL.